# 프라슬랭구

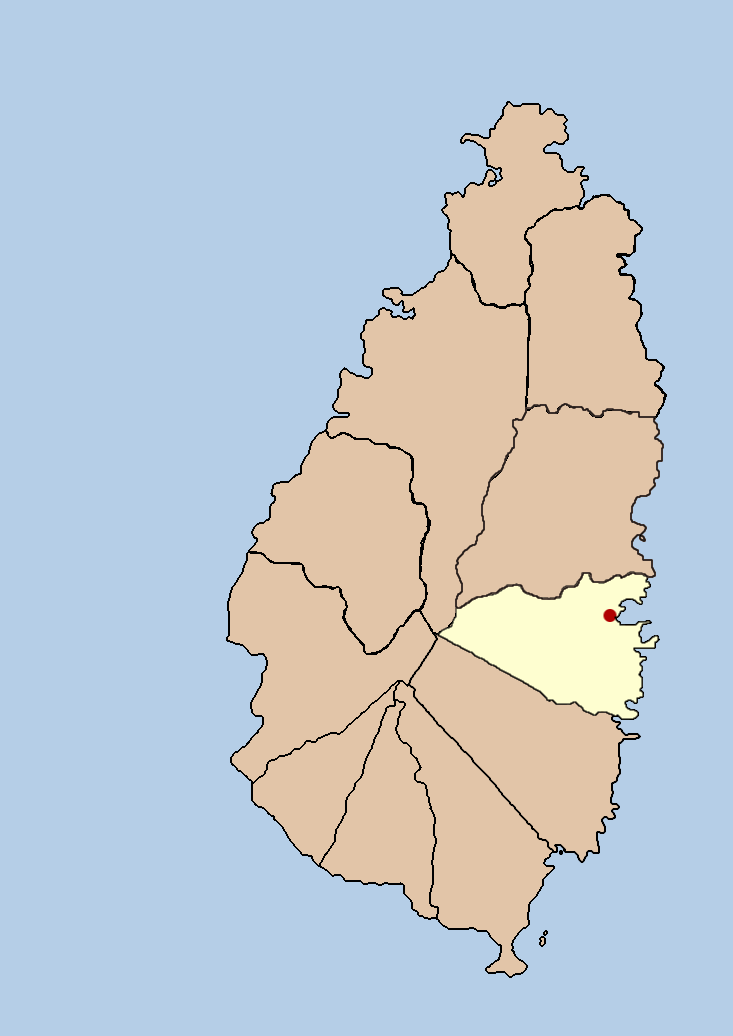
프라슬랭 구의 위치

프라슬랭구(영어: Praslin Quarter)는 세인트루시아 동부에 위치한 구이다.